# The Heart of the Warrior
The Heart of the Warrior (Originaltitel: El corazón del guerrero) ist ein spanischer Fantasyfilm des Regisseurs Daniel Monzón aus dem Jahr 1999.

## Handlung
In einer Fantasy-Welt versuchen der Krieger Beldar und die Amazone Sonja einen herzförmigen Edelstein aus der Krypta des „Ordens der 1000 Augen“, einer bösen Sekte allmächtiger Hexenmeister, zu stehlen. Beldar wird verletzt und findet sich im heutigen Madrid im Körper des 16-jährigen Ramón wieder. Im Rollenspiel, das Ramón abends auf dem Dach eines Hotels mit seinen Freunden spielt, während seine alleinerziehende Mutter als Krankenschwester arbeitet, schlüpft er in die Rolle von Beldar. Ramón erfährt, dass der Edelstein das verwunschene Herz eines Kriegers war, der den Fluch des „Ordens der 1000 Augen“ auf Beldar übertragen hat. Durch Ramóns Würfelglück können Beldar und Sonja knapp aus der Krypta entkommen. Um den Fluch aufzuheben, muss Beldar einen rotgekleideten Hexer im Tempel der Löwen töten.
Ramón will seinen Mut beweisen und springt vom Dach des Hotels in den Pool. Sonja rettet Beldar aus einem See, in den er von einem Wasserfall gesprungen ist. Ramón fantasiert sich immer weiter in die Welt des Rollenspiels und hat Visionen von Figuren aus der Fantasy-Welt.
Beldar und Sonja gehen zunächst zu einem Magier, um Informationen zu bekommen. Im Besitz des Magiers befinden sich moderne Gegenstände (ein Kühlschrank und ein Hometrainer). Der Magier verkauft ihnen zwei Getränkedosen als magische Waffen, mit denen sie den Tempel der Löwen angreifen. Ramón kommt vor dem Congreso de los Diputados zu sich, wo er anscheinend einen Löwen mit einer Getränkedose besprüht hat. Seine Klasse befindet sich auf einer Exkursion ins Parlament. Eine Vision von Sonja fordert Ramòn auf den Hexer zu töten. In seinem Wahn verübt Ramòn ein Attentat auf Adolfo del Prado, den Vorsitzenden der Jungen Demokraten. Er kann der Polizei knapp entkommen, wird aber fortan als Tatverdächtiger gesucht. In der Prostituierten Sonia erkennt Ramón Sonja aus dem Rollenspiel und kann sie vor einem gewalttätigen Freier retten. Das misslungene Attentat verunsichert Adolfo del Prado in seiner Kandidatur, hinter der die geheimnisvolle Organisation Octagon steht.
Ramón trifft sich mit Victor, dem Spielleiter des Rollenspiels, wird von diesem aber an Presse und Polizei verraten. Mit dem kleinwüchsigen Gehilfen des Magiers, der Beldar in ihm erkennt, kann Ramón in einen U-Bahn-Tunnel entkommen. Der Kleinwüchsige und das Fernsehmedium Carlos José helfen Ramón, wieder der Polizei zu entkommen, und bestärken ihn, den Hexer zu töten. Auf der Suche nach einem Portal in die Fantasy-Welt, landet Ramón in Frauenverkleidung in einem Vergnügungspark, in dem Adolfo del Prado in einer Konzertpause eine Rede hält. Octagon erschießt Adolfo auf offener Bühne und stellt Ramón als Täter dar. Nach dem Tod Adolfos zieht Enrique Krauel als sein Nachfolger für die Jungen Demokraten ins Parlament ein. Vor Gericht erzählt Ramón seine Fantasy-Geschichte und wird in die Psychiatrie eingewiesen, wo er den Kleinwüchsigen wieder trifft.

## Produktion
Gedreht wurde der Film in Madrid.

## Kritik
Thorsten Schimpl von uncut.at urteilt: „Ein guter Genremix mit Herz und Verstand“ und vergibt eine Bewertung von 85 %.
Das Lexikon des internationalen Films lobt, dass der Zuschauer „recht geschickt […] in die Zwischenwelt einbezogen [wird], sodass sich trotz der einfachen Machart ein abwechslungsreiches Spiel mit verschiedenen Sichtweisen und Realitäten ergibt.“
Auf imdb.com erreicht der Film 5,5 von 10 Sternen auf Basis von 940 Nutzerurteilen.

## Auszeichnungen
Auf dem Amsterdam Fantastic Film Festival 2001 gewann Daniel Monzón den Grand Prize of European Fantasy Film in Silver und den Silver Scream Award.
Auf dem Fantasy Filmfest 2001 gewann der Film in der Kategorie Bester Internationaler Film.
Auf der Fantasporto 2001 gewann der Film den International Fantasy Film Award in der Kategorie Beste Spezial-Effekte.